# Хронология на историята на Монреал
Хронологията на историята на Монреал е хронология на значимите събития в историята на Монреал – втория по население град в Канада, с около 3,5 милиона жители през 2018 г., и четвъртият по големина френскоговорещ град в света.

## Предколонизация
- Районът, известен днес като Монреал, е обитаван от алгонкини, виандот и ирокези около 2000 години, а най-старият известен артефакт, открит в самия Монреал, е на около 2000 години.[3]
- В най-ранната устна история алгонкините мигрират от Атлантическото крайбрежие, пристигайки заедно с други анишинабеки на „Първото място за спиране“ (Монреал). Там нацията открива „остров с формата на костенурка“, белязан от miigis – черупки на Monetaria moneta.[4]
- Ирокезите или Haudenosaunee са съсредоточени най-малко от 1000 г. сл. н. е. в Северен Ню Йорк и влиянието им се простира до това, което сега е Южно Онтарио и района на Монреал в днешен Квебек.[5]
- 1142: Създаване на Конфедерацията на ирокезите по устни предания[6]
- На съвременния ирокезки език Монреал се нарича Tiohtià:ke. Други местни езици, като алгонкин, го наричат Moniang.[7]
- Лаврентийските ирокези основават село Ошлага (Hochelaga) в подножието на планината Мон Роял.[8]

## XVI век
- 1535: 10 август, френският мореплавател Жак Картие кръщава река Сейнт Лорънс на Свети Лаврентий Римски на деня на празника на римския мъченик. Преди това реката е известна с други имена, включително река Ошлага и река Канада; Картие прониква далеч във вътрешността за първи път, през реката.
- 1535: 19 септември, Картие започва своето пътуване от град Квебек до Монреал, докато търси път към Азия.
- 1535: 2 октомври, Картие посещава Ошлага, заявявайки долината Сейнт Лорънс за Франция.[9] Той става първият европеец, достигнал района, известен сега като Монреал. Той изчислява населението на над хиляда души.
- 1535: 3 октомври, Картие изкачва планината на Ил дьо Монреал и я нарича Мон Роял; името „Монреал“ обикновено се смята, че произлиза от „Мон Роял“.
- 1556: На картата си на Ошлага италианският географ Джовани Батиста Рамузио написва „Monte Real“, за да обозначи Мон Роял.
- 1580: Лаврентийските ирокези изглежда са напуснали долината на река Сейнт Лорънс някъде преди 1580 г.

## XVII век

### 1601 – 1609 г.
- 1601: На картата си Гийом Льо Васьор дьо Боплан изписва Hochelaga за обитаемата област и нарича хълма Mont Royal.
- 1603: френският мореплавател и пътешественик Самюел дьо Шамплен достига остров Монреал (Île de Montréal) и Ил Перо, и описва Мон Роял, езерото Сен Луи и Лашинските бързеи.
- 1608: Самюел дьо Шамплен основава град Квебек.

### 1610 – 1629 г.
- 1611: Самюел дьо Шамплен, в компанията на млад виандот, когото е отвел и върнал от Франция на предишно пътуване, посещава Ил дьо Монреал.
- 1611: Шамплен решава да създаде пункт за търговия с кожи в днешния Поант а Калиер.
- 1611: Млад мъж на име Луи се удавя, като по този начин дава името си както на Сол Сен Луи (Лашински бързеи), така и на езерото Сен Луи
- 1611: Остров Света Елена е кръстен от Самюел дьо Шамплен в чест на съпругата му.
- 1613–20: Търговската компания работи в Нова Франция, но през 1621 г. губи правата си върху Компания „Монморанси“ поради нарушаване на техния договор.
- 1615: Дени Жаме и Жозеф Льо Карон изнасят първата католическа литургия на остров Монреал.[10][11]
- 1615: Самюел дьо Шамплен, очакван при бързеите на Сен Луи в края на юни, не пристига до 8 юли, което кара ядосаните аборигени да напуснат, като вземат със себе си Жозеф Льо Карон и дванадесет французи.
- 1615: Францисканците от Реколет – орден на френски мисионери са първите, които заселват Канада. Век по-късно квартал на Монреал в съседство с тяхната резиденция в този град се нарича Фобур дьо Реколет – име, което се използва и днес.
- 1627: Кардинал Ришельо заменя Компания „Монморанси“ с Компанията на 100-те съдружници, председателствана от Жан дьо Лозон. Френската корона дава на новата компания монопола върху търговията с кожи и я насочва към колонизиране на долината Сейнт Лорънс.
- 1627: Кралят на Франция въвежда сеньориалната система в Нова Франция и забранява заселването от други освен римокатолици.

### 1630 – 1649 г.
- 1634: Сьор дьо Лавиолет основава Троа Ривиер
- 1635: 25 декември, умира Самюел дьо Шамплен
- 1636: Жан дьо Лозон става сеньор на Ил дьо Монреал
- 1636: Луи XIII предоставя сеньорията на Мадлен на Жак Ла Ферте, свещеник в „Сент Мадлен дьо Шатодюн“
- 1639–1649: Действащо е селището Света Мария сред хуроните. Създаването на Монреал е част от голямо мисионерско движение, базирано във Франция.
- 1641: Създаване на Компанията „Нотр Дам на Монреал за покръстването на диваците от Нова Франция“
- 1641–1642: Колонистите прекарват зимата в Сен Мишел близо до Силери
- 1642: Мезонньов пристига на 17 май; мисията е наречена Вил-Мари и е построена на Плас Роял
- 1642: 18 май, Бартелеми Вимон, началникът на йезуитите, отслужва първата литургия във Вил Мари
- 1642: Започва изграждането на Форт „Вил Мари“ около първоначалното село като защита срещу атаките на ирокезите.
- 1642: 13 август, Шарл дьо Монмани начело на група от 40 мъже, започва строежа на Форт „Ришельо“ (в Ла Вале дю Ришельо)
- 1642: 23 декември, Значително наводнение.
- 1643: 6 януари, Издигане на първия паметник –кръстът Маунт Роял Крос
- 1643: 9 юни, в Монреал са убити първите хора по време на нападение от ирокезите
- 1643: Край на август, във Вил Мари идва кораб с подкрепление, командван от Луи д'Ейбу дьо Кулонж.
- 1644: 16 и 30 март, Атака на ирокезите
- 1645: Болницата първоначално се намира в рамките на форта. Мезоннньов дава на Жан Манс първата концесия извън укрепленията за изграждане на първата болница в Монреал – „Отел-Дьо дьо Монреал“; работата по нея започва на 8 октомври.
- 1646–1653: Война с ирокезите
- 1646: Форт „Ришельо“ е изоставен в края на годината и опожарен от ирокезите през февруари 1647 г.
- 1647: Жак дьо Ла Ферте от Компанията на стоте съдружника предоставя Ла Прери на йезуитите
- 1648: 24 ноември, във Вил Мари се ражда първото бяло дете – Барб Мюзние
- 1648: Пол Шомеде дьо Мезонньов, сир на Мезонньов, строи укрепена вятърна мелница в района, сега известен като Стария Монреал).
- 1648: Ирокезите нахлуват в Хурония и унищожават по-голямата част от Виандот и френските мисионери, живеещи на територията.

### 1650 – 1669 г.
- 1650: Луи Прюдом основава в Монреал първата комерсиална пивоварна в Нова Франция[12]
- 1651: 26 юли, 200 ирокези атакуват болницата „Отел-Дьо дьо Монреал“
- 1653: Голямото набиране, още по-известно като La Grande Recrue: Жана Манс пренасочва средствата, дарени от Мари Мадлен, херцогиня на Егийон, за болницата към Пол Шомеде дьо Мезонньов за набирането на сто души; контингентът пристига във Вил-Мари на 16 ноември. От 95-те, които се качват в Сен Назер, 24 са избити от ирокезите, четирима се удавят, а един изгаря, когато къщата му се подпалва.[13]
- 1653: Маргьорит Буржуа основа Конгрегацията на Нотр Дам – религиозна женска общност
- 1657: В средата на август четирима свещеници (Габриел дьо Кейлю, Габриел Суар, Антоан д'Але и Доминик Галиние), принадлежащи към Обществото на Свети Сулпиций в Париж, идват в Монреал, за да поемат управлението от йезуитите.
- 1657: 25 ноември, Маргьорит Буржуа – първата учителка в града, която ще създаде общност от учители, отваря първото училище в бивша конюшня
- 1658: Пол Шомеде дьо Мезонньов подписва договор с Жак Аршамбо да го накара да изкопае „кладенец във Форт Вил-Мари в средата на двора или парадната площадка“.
- 1659: Жана Манс довежда три монахини от Религиозните хоспиталиери на Свети Йосиф във Франция, за да работят като персонал в болницата
- 1663: 5 февруари, силното Земетресение в Шарлевоа в 17:30 часа
- 1663: март, сеньорските права върху Ил дьо Монреал са прехвърлени от Дружество „Нотр Дам на Монреал“ към Сулпицианците. Те стават сеньори на Монреал, поемайки управлението от Пол Шомеде дьо Мезонньов.
- 1663: Нова Франция е направена кралска провинция.
- 1663 - 1673: Започва емиграцията на приблизително 800 млади французойки (които ще станат известни като filles du roi или кралските дъщери) в Нова Франция под спонсорството на френския крал Луи XIV
- 1665: На река Ришельо е построен Форт „Сен Луи“ (сега Форт „Шамбли“).
- 1665: Полкът „Каринян-Сайе“ възстановява Форт „Ришельо“.
- 1666: Според преброяването от 1666 г. на Нова Франция Вил-Мари има 582 жители. 24 от 111-те семейства, живеещи в Монреал, вече са били създадени във Франция. Няколко къщи, оградени от вятърна мелница и крепост и свързани с пешеходна пътека (сега под бул. „Сен Пол“), представляват началото на Вил-Мари.
- 1666–1675: Построен е Форт „Сен Жан“ .
- 1667: Почти от самото начало в Монреал се търгуват кожи и след 1667 г. той става център за търговия. Ежегоден пазар за кожи се провежда през юни в района на Поант а Кайе.
- 1668: Купуване на Дом „Сен Габриел“ за настаняване на т. нар. „кралски дъщери“ (вж. 1663 г.). Сегашната структура датира от 1698 г., когато е възстановена след пожар през 1693 г.
- 1669: Крал Луи XIV нарежда мъжете от Нова Франция между 16 и 60 години да изпълняват задължителна военна служба; всяка енория ще има своя милиция.

### 1670 – 1689 г.
- 1670: среда, Засадена е голяма овощна градина от страната на Маунт Роял
- 1670: Основана е Компания „Хъдсън Бей“
- 1670 – 1680: Първоначално търговията се извършва в домовете на хората; търговците скоро поставят сергии между бул. „Сен Пол“ и малката река Сен Пиер западно от пазара. Местните жители лагеруват на Поант а Кайе, наброявайки около 900 души през 1672 г.
- 1671: Основаване на община Вердюн.
- 1672: По поръчка на Франсоа Дойе дьо Касон, началник на Сулпицианците, нотариусът и геодезист Бенин Басе Де Лорие прави първото оформление на улиците в Монреал. Първоначалният план на Стария Монреал се състои от 10 улици, от които три са успоредни на реката – улиците „Нотр Дам“, „Сен Пол“ и „Сен Жак“, и седем се простират перпендикулярно на реката, включително улиците „Сен Пиер“, „Сен Франсоа Ксавие“, „Сен Жан Батист“, „Сен Габриел“ и „Сен Венсан“.
- 1672: 29 юни, Забит е кръст, за да обозначи бъдещото местоположение на първата градска базилика „Нотр Дам“, чиито първите пет камъка са положени на следващия ден.
- 1672: Като църковен настоятел Пиер Гадоа ръководи изграждането на обществен кладенец на Плас д'Арм.
- 1674: май, Луи Жолие претърпява корабокрушение в Сол Сен Луи (Бързеи на Лашин)
- 1676: в Мон Роял е основана Сулпицианската мисия
- 1677: Жак Бизар е изпратен в Монреал от Луи дьо Буад дьо Фронтенак, за да разследва твърдения за незаконна продажба на алкохол на местните жители. Въпреки това лидерът на контрабандистите, губернаторът на Монреал Франсоа-Мари Перо, затваря Бизар. С помощта на Фронтенак Бизар е освободен и Перо е отстранен от поста.
- 1678: Завършване на параклиса „Нотр Дам дьо Бон Секур“
- 1679: есен, Даниел Гресолон, сир на Лют, достига западния край на Горното езеро, където приключва мирните преговори между нациите Оджибуей и Лакота.
- 1679: Бригантината „Грифон“, поръчана от Рене Робер дьо Ла Сал, е изтеглена до южния край на река Ниагара, за да стане първият кораб, който плава през горните Големи езера
- 1680: 17 април, умира Катерина Текаквита, католическа светица и девица от анлгонкински-мохокски произход
- 1680–85: Все повече и повече пътешественици, търговци и мисионери изследват регионите нагоре по реката от Монреал. С отварянето на новата територия част от търговията с кожи се измества към Големите езера . Все по-малко и по-малко местни жители идват в Монреал и годишният панаир на кожи става по-малко популярен от 1680 до 1685 г.
- 1682: Монреалецът Рене Робер Кавейе, сир на Ла Сал пътува до устието на река Мисисипи
- 1682: Завършване на църквата „Нотр Дам“, построена от Франсоа Байи. През XVIII век основните забележителности на града са камбанарията на Нотр Дам и Хълмът на Цитаделата
- 1684: Манастирът на Конгрегацията на Нотр Дам е унищожен от пожар.
- 1684–1687: Построена е семинарията „Сен Сюплис“
- 1686: 26 ноември, кралете Луи XIV и Джеймс II подписват Договора от Уайтхол, според който колониите им в Америка Нова Франция и Нова Англия не трябва да воюват помежду си
- 1687–1689: Издигната е дървена палисада за защита на Монреал
- 1687: есен, Епидемия от тиф убива приблизително 150 души
- 1689: 13 юни, Монреалските сулпицианци започват строежа на 2-километров канал, за да поддържат монопола си върху мелниците. Франсоа Дойе дьо Касон твърди, че такъв канал (Канал Лашин) ще доставя вода на мелниците в Монреал, като същевременно улеснява навигацията на запад.
- 1689: сутринта на 5 август, Лашинско клане, в което 1500 воини мохок започват изненадваща атака срещу малкото селище Лашин (375 жители) в горния край на остров Монреал. Атаката е ускорена от нарастващото разочарование на ирокезите от зачестилите френски нахлувания в тяхна територия и продължаващата загриженост относно атаката през 1687 г. на Жак-Рене дьо Брисе, маркиз на Денонвил, и е насърчена от заселниците на Нова Англия като начин да се използва власт срещу Нова Франция по време на Войната на крал Уилям. В атаката си воините Мохок унищожават значителна част от селището Лашин чрез огън и пленяват множество жители, убивайки около 240 от тях.

### 1690-те г.
- 1690: 8 февруари, Пиер Льо Мойн д'Ибервил води повече от 160 френски канадци и 100 индиански воини до Скенектади, Ню Йорк, който те атакуват и изгарят като отмъщение за клането в Лашин през 1689 г.
- 1690: Построена е Цитаделата на Монреал
- 1694: Луи Тантуен дьо ла Туш е назначен за подделегат на интенданта
- 1694: Основани са Братята хоспиталиери на Кръста и Св. Жозеф, известни по името на основателя си като Братя Шарон (Frères Charon)
- 1694: Луи-Ектор дьо Кайе е награден с кръста на Свети Луи. По време на годините му като губернатор на Монреал войната с Ирокезите засилва значението на тази позиция.
- 1694: Франсоа Вашон дьо Белмон завършва мисията по склоновете на Маунт Роял. Неговите кръгли каменни крепостни кули все още стоят на територията на Голямата семинария на улица „Шербрук“
- 1695: Никола Перо води вождовете на племената Маями, Сауки, Меномини, Потауатоми и Фокс в Монреал по искане на губернатора, във връзка с войната с Ирокезите.
- 1695: 1 март, Сен Шар сюр Ришельо е предоставен на Захари-Франсоа Ертел, сир на Фресниер.
- 1696: Пожар във Форт дьо ла Монтан. Виандотите са прехвърлени във Форт „Лорет“
- 1696: търговецът Жак Льо Бер е направен благородник
- 1698: В южния край на улица „Мъри“ е основан параклис, посветен на Св. Анна. Квартал „Св. Анна“ става печално известен като леговище на разпуснатост и духовенството ограничава продажбата на алкохол около параклиса.
- 1698: Епископът на Квебек Жан-Батист дьо ла Кроа дьо Шеврие дьо Сен Вайе, завръщайки се от Франция, придружава двама английски джентълмени, единият от които е протестантски свещеник, на посещение при отшелничката Жана Льо Бер.

## XVIII век

### 1700 – 1719 г.
- 1700: В началото на XVIII век населението на Монреал е около 1500 души, което постепенно нараства до около 7500 през 1760 г., по време на британското завоевание.
- 1700: Гедеон дьо Каталон е нает от Сулпицианците през октомври да прокопае Канал Лашин
- 1700 – 1731: Франсоа Вашон дьо Белмон е петият ръководител на Монреалските сулпицианци
- 1701: 4 август, Великият мир в Монреал: Французите и индианците от целия континент сключват исторически съюз в Поант а Кайе
- 1705: Монреал вече е официалното име на града, който преди се е наричал Вил-Мари.
- 1705: площад „Плас Роял“ е определен за пазарен
- 1706: След 1706 г. обезлесяването по брега на реката е достатъчно напреднало, за да бъде постановено отварянето на път покрай езерото, от Ла Презентасион до върха на Ил дьо Монреал
- 1709: Узаконяване на робството в Нова Франция
- 1711: Съдът нарежда изграждането на каменна стена около града
- 1713: Юрисдикцията на правителството на Монреал започва на запад от Маскинож и Ямаска и завършва в края на обитаемата зона, а именно Форт „Сен Жан“, Шатогей и Водрьой.
- 1713: Мишел Бегон решава да издигне каменни укрепления. Дървените стени са заменени с каменни поради заплахата от британско нападение.
- 1713: Енорията Поант Клер е създадена за първи път на името на Свети Франциск Салски и е посветена на Свети Йоаким на следващата година.
- 1717–1744: Каменни укрепления са издигнати по планове на архитекта Гаспар-Жозеф Шосегро дьо Лери. Укрепленията съответстват приблизително на днешните граници на Стария Монреал, с бул. „Бери“ на изток, бул. „Комюн“ на юг, бул. „Макгил“ на запад и Ruelle de la Fortification на север.
- 1719: Построена е вятърната мелница на ъгъла на улица „Нотр Дам“ и Трето авеню. Трите ѝ етажа я правят най-високата вятърна мелница в Квебек, която все още стои.

### 1720 – 1739 г.
- 1721: Големият пожар. Новите дървени конструкции са забранени в границите на града.
- 1726: Построен е язовир, за да свърже брега на реката с Ил дьо ла Визитасион – едно от най-впечатляващите постижения на гражданското инженерство на френския режим. Остава в експлоатация до 1960 г.
- 1731: Овощните градини обхващат 31 хектара на Ил дьо Монреал, от страната на планината и около града. От 1731 до 1781 г. площта, заета от овощните градини, нараства на 137 хектара
- 1732: 16 септември, Монреалско земетресение в 11:00 часа
- 1734: Започва строителството на Форт „Сен Фредерик“
- 1734: Мари-Жозеф Анджелик (робиня, собственост на Терез дьо Куан ) е съдена и осъдена за подпалването на дома на господарката си, изгаряйки голяма част от това, което сега се нарича Стар Монреал
- 1737: Откриване на пътя Шъмен дю Роа на Северния бряг (северните предградия на Монреал) между Монреал и град Квебек. Строежът му отнема 4 години и изисква изграждането на 13 моста. След завършването му хората могат да пътуват от единия град до другия за 4 дни.
- 1737: Чумна епидемия.
- 1738: Мари-Маргьорит д'Ювил основава римокатолическия канадски религиозен институт на Сивите монахини. През 1747 г. тя става директорка на Болницата на Сивите монахини (Монреал).

### 1740 – 1759 г.
- 1740: 22 000 души живеят под управлението на Монреал. Населението е предимно селско, а градът има население от 4200 души.[14]
- 1749: Построен е Форт „Ла Презентасион“ .
- 1749: Финско-шведският изследовател и ботаник Пер Калм посещава Монреал, където е у дома на барон дьо Лонгьой. Калм отбелязва, че „някои от къщите в града са изградени от камък, но повечето са от дървен материал, макар и много добре изградени.“
- 1749: 5 декември, в Монреал умира Пиер Готие дьо Варен, сир на Ла Верендри, докато планира по-нататъшно проучване на река Саскачеван и точките на запад
- 1749 – 1751: Строеж на църквата „Визитасион“ (на бул. „Голен“ 1747), за да замени малкия параклис във Форт „Лорет“. Това е най-старата църква в Монреал и единствената, построена по време на стария режим, която все още стои. Тя е осветена от Анри-Мари Дюбрей дьо Понбриан през 1752 г.
- 1754: От пожар е унищожен параклисът „Нотр Дам дьо Бон Секур“
- 1754: Основаване на Хан „Сен Габриел“ – първото заведение, което има лиценз за алкохол, издаден през 1754 г. Тази историческа забележителност все още стои и до днес като туристическа дестинация в Стария Монреал, обновена с ресторант с изискана френска кухня.
- 1754 – 1763: Френска и индианска война
- 1759: Френският сулпициански свещеник Франсоа Пике бяга в Монреал с индианските си войски.
- 1759: Построен е Форт „Леви“
- 1759: август, Франсоа-Гастон дьо Леви, 1-ви херцог на Леви, е изпратен да защитава Монреал от британско настъпление.
- 1759: 13 септември, Британската армия побеждава французите в Аврамови поля, позволявайки на французите да запазят своя език и католически църкви и училища такива, каквито са били.

### 1760 – 1779 г.
- 1760: 9 май, британските кораби пристигат в град Квебек, принуждавайки френската армия да стигне до Монреал.
- 1760: 2 юли – 8 септември, Монреалска кампания – британска тристранна атака по време на Френската и индианската война, включително битката при Хилядата острова (16-24 август), водена от генерал Джефри Амхърст
- 1760: 8 юни, в Семинарията „Сен Сюлпис“ умира епископът на Квебек Анри-Мари Дюбрей дьо Понбриан
- 1760: Британците, под командването на Джефри Амхърст, маршируват от Лашин през Назаретския феод (сега Грифинтаун), през портата Реколет и в оградения град Монреал. Статутите за капитулацията на Монреал са подписани на 8 септември в британския лагер преди град Монреал. Повечето битки в Северна Америка завършват с предаването на Монреал.
- 1760: 21 септември, Джефри Амхърст назначава бригадир Томас Гейдж за военен губернатор на окръг Монреал.
- 1763: 10 февруари, Парижки договор между Франция, Великобритания и Испания, с Португаия в съглашение. Монреал вече е център на северноамериканската търговия с кожи.
- 1764: Създадени са граждански съдилища. Разрешени са френски канадски адвокати и проктори. назначени са мирови съдии, които да се занимават с дребни въпроси
- 1765: 22 март, Приет е Законът за печатните материали, известен също като Закон за задълженията в американските колонии от 1765 г. – акт на парламента на Великобритания, който налага пряк данък върху британските колонии в Америка и изисква много печатните материали в колониите се произвеждат върху щампована хартия от Лондон, която включва релефна марка за приходи. Печатните материали включват правни документи, списания, карти за игра, вестници и много други видове хартия, използвани в колониите, и трябва да се плаща в британска валута, а не в колониални книжни пари.
- 1766: Отмяна на Закона за печатните материали. Гражданските дела между френски канадци се разглеждат само от френски канадски съдебни заседатели, а делата между британски поданици се разглеждат само от британски поданици.
- 1774: Британският парламент приема Закона за Квебек, който позволява на Квебек да запази Френския граждански кодекс като своя съдебна система и санкционира свободата на религиозния избор, позволявайки на Римокатолическата църква да остане.
- 1774: Антоан Фуше от Тербон с различни британски офицери поставя първото представление на пиеса на Молиер в Монреал в своя дом.[15][16][17]
- 1775: Американска Инвазия в Канада; Монреал капитулира на 13 ноември
- 1775: 21 август, Генералите Хон Йост Шуйлер и Ричард Монтгомъри с 1000 американци идват в Канада и приканват жителите на бунт
- 1775: 17 септември – 3 ноември, Обсада на Форт „Сен Жан“ от американския бригаден генерал Ричард Монтгомъри по време на Американската революционна война
- 1775: 25 септември, Oпитвайки се да превземат Монреал, Итън Алън и много от неговите 150 последователи са заловени в Лонг Пойнт и са изпратени в Англия
- 1775: 18 октомври, Американците превземат Шамбли
- 1775: 9 ноември, Ричард Монтгомъри преминава в Поант Сен Шарл, където е посрещнат като освободител.[18]
- 1775: 13 ноември, Монреал пада без никакви значителни битки, тъй като Гай Карлтън, 1-ви барон Дорчестър, решавайки, че градът е незащитим (и претърпял значително дезертьорство от милицията след новината за падането на Сейнт Джонс), се оттегля. Континенталната армия нахлува в Монреал и присвоява кралски складове. Към Ричард Монтгомъри се присъединява Бенедикт Арнолд.
- 1775: 28 ноември, Ричард Монтгомъри използва някои от пленените лодки, за да се придвижи към град Квебек с около 300 войници, оставяйки около 200 в Монреал под командването на ген. Дейвид Устър.[19]
- 1776: 29 април, Американските колонисти Бенджамин Франклин, Самуел Чейс и йезуитът Чарлз Карол остават в къщата на Томас Уокър в Монреал, докато се опитват да получат подкрепа от жители на Монреал срещу британците.
- 1776: май, Само с 1765 войници, останали в Монреал, колониалните сили са победени от британците.
- 1776: В рамките на четири часа Бенедикт Арнолд и американските сили, на гарнизон около Монреал, напускат града (но не преди да се опитат да го изгорят), оставяйки го в ръцете на местната милиция. Флотата на Карлтън пристига в Монреал на 17 юни[20]
- 1776: 18–27 май, Битка при Седр – поредица от военни сблъсъци в началото на Войната за независимост на САЩ по време на нахлуването на Континенталната армия в Канада, започнало през септември 1775 г. Сблъсъците, които включват ограничен бой, се случват при и около Седр, 45 km западно от Монреал, Британска Америка. Частите на континенталната армия се противопоставят на малка сила от британски войски, водещи по-голяма сила от воини от Първите нации (предимно ирокези) и милиция.
- 1777: Откриване на испанската и португалската синагога в Монреал
- 1778: 3 юни, излиза първият брой на Газета за търговия и литература за град и окръг Монреал (Gazette du Commerce et Littéraire pour la Ville et District de Montréal) – официален орган на Академията на Монреал и първият вестник в Монреал; отпечатан в Шато Рамезе от Фльори Меспле, бивш служител на Бенджамин Франклин.
- 1779: 2 юни, Спряно е издаването на Газетата за търговия и литература

### 1780 – 1800 г.
- 1783: Официално създаване на Северозападната компания на Монреал.
- 1783: В Монреал започва лотария за покриване на разходите за нов затвор
- 1783: септември, Фльори Меспле излиза от затвора
- 1785: 28 август, Фльори Меспле основава вестник „Монреалска газета“ (The Montreal Gazette / Gazette de Montréal)
- 1785: февруари, Основан е Клубът на бобрите от членове на Северозападната компания
- 1785: oктомври, Тъмен ден: На три пъти небето в Квебек и Монреал потъмнява посред бял ден. Тогава хирургът Александър Сер забелязва, че дъждът, придружаващ това събитие, съдържа сяра и заключава, че „единствената причина за това явление е възпалението на някои съседни мини“. Много по-късно геолозите приписват феномена на незначителни вулканични изригвания.[21]
- 1785: На ул. „Бонскур“ 44 е построен Дом „Папиньо“ (или Дом „Джон-Камбъл“). Модифициран е през 1831 и 1965 г.
- 1786: Англичанинът Джон Молсън основава Пивоварна „Молсън“
- 1786: Компанията на комиците на Алън е първата професионална театрална компания, която играе в града.
- 1787: 8 септември, в Монреал пристига принц Уилям Хенри, бъдещ Уилям IV
- 1787–1811: Джон Рийд е мирови съдия за окръг Монреал, който управлява делата на Монреал.
- 1788: На английски език излиза бившото френско списание „Газета“
- 1789: Уилям Гренвил предлага земята в Горна Канада да бъде държана в свободна и обща собственост и владението на земите в Долна Канада да бъде по желание на жителите.
- 1789: 4 май, Мировите съдии, които управляват делата на Монреал, нареждат „цената и размера на хляба за този месец“ да бъдат: „белият хляб от 4 фунта на 13 дни, или 30 су“ и т.н., и че пекарите от града и предградията се съобразяват с това и маркират хляба си с инициалите си.
- 1789: 20 декември, Крайст Чърч отваря врати за служба
- 1791: Едмънд Бърк подкрепя предложената конституция на Канада, като казва, че „да се опитваш да слееш две популации, съставени от раси от хора, различни по език, закони и навици, е пълен абсурд. Нека предложената конституция се основава на човешката природа, единствената солидна основа за трайно правителство."
- 1792: 20 декември, между Канада и Съединените щати е установена двуседмична поща. Открита е първата пощенска служба в Монреал.
- 1793: 9 юли, Забранен е вносът на роби в Канада
- 1799: Мери Грифин получава под наем Грифинтаун от бизнес съдружник на Томас Маккорд
- 1799: Преброяването на населението изброява 9000 жители, докато според това от 1761 г. те са 5500
- 1799: Гражданите на Монреал подават петиция за осигуряване на господарските права върху робите
- 1799: Законопроектът за зачитане на робството в Долна Канада не е приет.
- 1799: От 21-те членове на Съвета в Долна Канада шестима са френски канадци .
- 1799: Завършена е Съдебната палата
- 1799: 3 януари, Парламентът отделя 5000 долара за нова сграда на съда в Монреал .

## XIX век

### 1800 – 1819 г.
- 1800: Александър Скакел се премества от град Квебек в Монреал и създава Класическата и математическа школа – основната образователна институция за англоезичното население.
- 1800: Томас Уокър е избран в Законодателното събрание на Долна Канада за окръг Монреал
- 1800: Търговецът Томас Портеус купува владението на Тербон
- 1800: Умира последният йезуит в Канада, оставяйки йезуитските имоти на благотворителни организации.
- 1800: Г-н Буе е изключен от парламента заради съмнителни трансакции в търговията с пшеница в Монреал.
- 1800: Парламентът гласува за премахване на стените на Монреал.
- 1802: Сформиран е първият неофициален кавалерийски корпус.
- 1803–1815: С Наполеоновите войни идва търсенето на големи количества квадратен дървен материал за корабостроенето. Монреал е в състояние да задоволи търсенето и това разширяване на икономическата база на града се отразява в нарастването на населението до 26 154 души до 1825 г.
- 1804–1817: Разрушаването на укрепленията на Монреал
- 1805: Томас Маккорд се завръща в Монреал и си връща земята, която е разделена от Мери Грифин на улици и парцели (вж. 1799 г.). Името „Грифинтаун“ остава.
- 1805: Търговецът Томас Портиус отваря магазин в Сент Терез дьо Бленвил, където също произвежда калиев карбонат.
- 1807: май, За първи път се издават Canadian Courant и Montreal Advertiser; собственик и редактор: Наум Мауър.
- 1807: юли, Братята Джеймс и Чарлз Браун започват да издават Канадска газета (Canadian Gazette/Gazette canadienne)
- 1807: Закон предвижда нов пазар в Монреал.
- 1808: В началото на 1808 г., болен и потънал в дългове, Едуард Едуардс продава Монреалска газета на сем. Браун, които на следващия месец обявяват плана си да го съживят.
- 1808: Забранен е вносът на роби
- 1808: 12 юли, 5 редници от 100-ти полк Монреал са обвинени в дезертьорство и са транспортирани като престъпници в Нов Южен Уелс за 7 години, след което служат като войници в тази колония.
- 1808-1811: Построен е нов затвор.
- 1809: 17 август, В Монреал са положени основите на колоната на Нелсън. Поставена на пл. „Жак-Картие“, това е вторият паметник, издигнат в Монреал.
- 1809: 3 ноември, Параходът на Джон Молсън „PS Accommodation“ отплава от Монреал за Квебек. 85 фута над всичко, има двигател с мощност 6 конски сили, изминава разстоянието за 36 часа, но спира през нощта и стига до Квебек на 6 ноември. Той е вторият параход в Америка и вероятно в света.
- 1810: Джон Джейкъб Астор основава Компания „Тихоокеанска кожа“ (Pacific Fur Company) (Неговият правнук Джон Джейкъб Астор IV загива на Титаник ).
- 1811: Основан е вестник „Монреал Хералд“ (Montreal Herald) от Уилям Грей и Мънго Кей – основатели, собственици и издатели.
- 1812: 18 юни, Съединените щати обявяват война на Великобритания заради териториални спорове в Канада ( Британско-американска война война от 1812 г.).
- 1812: 11 юли. Американските войски нахлуват в Канада.
- 1814: Договорът от Гент слага край на войната от 1812 г. между Съединените щати и Великобритания.
- 1815: Джон Молсън построява луксозния хотел „Mansion House“ на бул. „Сен Пол“
- 1815 г.; март, Парламентът гласува 25 000 долара за Лашинския канал
- 1816: Населението на Монреал е около 16 000 души
- 1816: Открито е Националното училище.
- 1816: 14 май, Томас А. Търнър и Робърт Армор, ескуайър, са назначени за комисари за подобряване на вътрешната навигация между Монреал и Лашин, съгласно Закона за провинцията 48 Джордж III, c. 19.
- 1816-1818: Джон Коуп Шербрук е генерал-губернатор на Британска Северна Америка; улица „ Шербрук“ и град Шербрук по-късно кръстени на него.
- 1817: юни, Започва дейността си Банката на Монреал. Съпругът на Мери Грифин, Робърт, е първият чиновник.
- 1817: 30 август, Улица „Ги“ е кръстена на Етиен Ги, нотариус ,дал на града земята за улицата.
- 1818: Британското правителство купува о-в Света Елена. Там е построен Форт „Света Елена“ като защита на града в резултат на войната от 1812 г.
- 1819: Тъмен ден по обяд (вж. 1785 г.)

### 1820 – 1839 г.
- 1821: Джордж Рамзи, 9-и граф на Далхаузи, подарява площад „Далхаузи“ на Монреал
- 1821: 31 март, с Кралска харта е създаден Университет „Макгил“
- 1821: 17 юли, Начало на разкопките на Канал „Лашин“
- 1821: Британският гарнизон започва строителството на Форт „О-в Света Елена“. Завършен е през 1823 г. и частично възстановен през 1863 г. след пожар като превантивна мярка срещу евентуална американска атака.
- 1822: 8 март, Издигнат е първият железен мост.
- 1822: 1 май, Завършена е сградата на Монреалската обща болница
- 1822: септември, Кит (42 фута 8 инча дължина, 6 фута през гърба и 7 фута дълбочина) намира своя път нагоре по река Сейнт Лорънс .
- 1824: Манастирът „Реколет“ се отваря като училище за ирландски деца
- 1824: 17 март, Първи парад на Свети Патрик
- 1824: Започва строителството на новата базилика „Нотр Дам“, проектирана от нюйоркския архитект Джеймс О'Донъл, ирландски протестант.
- 1825: Откриване на Канал „Лашин“ и нови индустрии изникват в района на Сент Антоан като пряк резултат от по-лесния транспорт на стоки. Корабоплаването веднага се увеличава и заедно с разрушаването на градските стени Монреал става по-скоро икономически, отколкото военен град. Постепенно пристанищните съоръжения на града се разширяват. През 1830 г. Кейовете са рудиментарни и се простират само на кратко разстояние по улица „Комюн“.
- 1825: В Монреал е построена първата постоянна театрална сграда – Кралският театър (Theatre Royal) от Джон Молсън, за да привлече по-големи имена в града. Струва му 30 000 долара. Сградата е разрушена през 1844 г. и мястото е използвано за пазара „Бонскур“. Друго място, наричано още Theatre Royal, е построено недалеч в Стария Монреал, но и тя вече не съществува.
- 1826–37 и 1842–99: Излиза вестник „Минерва“ (La Minerve) от Огюстен-Норбер Морен за насърчаване на политическите цели на Патриотическата партия на Луи-Жозеф Папино. През годините става от радикален вестник в консервативен.
- 1827 г.; Построена е Вятърнатамелница на Флеминг (авеню Strathyre 13).
- 1829: По-голямата част от базиликата „Нотр Дам“ вече е завършена. Работата по двете камбанарии продължава повече от десетилетие. Започва да се развива нов силует.
- 1830: Пристанището на Монреал е официално учредено
- 1831: август-септември, Алексис дьо Токвил посещава Монреал
- 1832: Харта за учредяване на град Монреал (27 000 жители).

- 1832: Отворен е хотелът Exchange Coffee House .
- 1832: Хиляди смъртни случаи от холера в Монреал.
- 1832–1834: Построен е пазар „Сент Ан“
- 1833: Жак Виже става първият кмет, избран от градските съветници
- 1833: Приет е гербът на Монреал
- 1833: 6 февруари, Общ пост за молитва за края на епидемията от холера
- 1833: 18 август, Първият трансатлантически параход SS Роял Уилям тръгва от Пикту, Нова Скотия .
- 1834: 1 август, Край на робството във всички британски територии, включително Британска Северна Америка.
- 1834: Стотици смъртни случаи от холера в Монреал.
- 1836: 13 май, Римокатолическата архиепископия на Монреал е разграничена от епархията на Квебек
- 1836: Монреал е осветен от Montreal Gas Light Co.
- 1836: 21 юли, Първата железопътна линия в Британска Северна Америка, железопътната линия Шамплен и Сейнт Лорънс свързва Ла Прери със Сен Жан сюр Ришельо
- 1836: Открит е затворът „Пие дю Куран“
- 1837: Великобритания отказва да даде повече самоуправление в Канада, което води до въстанията от 1837 г.
- 1837: 6 ноември, незначителната схватка между две политически партии на Плас д'Арм започва бунта в Долна Канада
- 1838: Въведено е уличното осветление с въглищен газ.
- 1838: Завършена е Старата митница на Монреал
- 1838: Параходът „Лорд Сиденхам“ се движи по бързеите Лашин
- 1838: Лидерът на бунтовниците в Монреал Робърт Нелсън чете декларация за независимост пред тълпа в Напиервил
- 1838: 3 ноември, Второ въстание в Канада
- 1838: 21 декември, Екзекуция на бунтовниците Кардинал Жозеф-Нарцис и Жозеф Дюке в затвора „Пие дю Куран“ .
- 1839: 15 февруари, Франсоа-Мари-Томас Шевалие дьо Лоримие, Шарл Енделан и други, които се присъединяват към въстанието, са екзекутирани в затвора Пие дю Куран
- 1839: 26 септември, Канадските бунтовници са транспортирани до Нов Южен Уелс

### 1840 – 1859 г.
- 1840: Актът за Съединението обединява Долна Канада и Горна Канада
- 1840: 19 август, По бързеите Лашин за първи път се плава с параход
- 1841: В града има поне 6500 ирландски католици. Повечето от имигрантите в Монреал се установяват в Грифинтаун, особено в района на запад от улица „Макгил“. В този район районът между железопътната линия Лашин и канала „Лашин“ се превръща в бедняшки квартал. Подобно на френските бедняшкият квартал „Ошлега Мезонньов“ на изток.
- 1841: Завършена е западната камбанария на базиликата „Нотр Дам“, наречена „Perseverance“ и помещаваща 10 900 kg камбана „Le Gros Bourdon“ / „Jean-Baptiste“.
- 1842: май, Чарлз Дикенс се появява в Кралския театър в Монреал, заобиколен от местни таланти. Докато е в Монреал, той продуцира, режисира и играе в три пиеси.
- 1843: Открити са каналите Корнуол и Шамбли.
- 1843: Започва проучване на границата между САЩ и Канада
- 1843: 15 март, Създадена е Монреалската полицейска служба
- 1843: Провежда се първата работническа стачка в Канада. Лашинският канал е разширен през 1840 г. в условията на ожесточен конфликт между изпълнители и ирландски работници.
- 1843: След завършването на източната камбанария на базиликата „Нотр Дам“, наречена „Умереност“ и помещаваща карийон с десет камбани, базиликата е най-накрая завършена.
- 1843: Началникът Жозеф-Венсан Куиблие разрешава изграждането на църквата „Свети Патрик“ за англоезичните римокатолици в града.
- 1843:  Емили Гамлен основава религиозната конгрегация на Сестрите на провидението
- 1843: Основаване на религиозната конгрегация „Свето сърце на Исус и Мария“
- 1844: Седалището на правителството на Източна Канада и Западна Канада се премества от Кингстън в Монреал.
- 1844: Завършена е църквата „Сент Женевиев“
- 1845: Построен е хотел „Отава“
- 1845: Открит е универсален магазин „Морганс“
- 1846: Основана е Монреалската градска и областна спестовна банка, сега известна като Laurentian Bank.
- 1847: Основана е Монреалската телеграфна компания. През 1850 г., годината преди президентството на Хю Алън, тя управлява само 500 мили линии, всички в провинция Канада.
- 1847: Създадена е телеграфна услуга между Монреал и Торонто, между Монреал и Квебек Сити и между Монреал и Ню Йорк.
- 1847: Открит е Пазар „Бонскур“. В него се помещава кметството между 1852 и 1878 г.
- 1847: Открита е железопътната линия от Монреал до Лашин.
- 1847: Desbarats & Derbyshire (Жордж-Едуар Дезбара и Стюарт Дербишир) стартират стъкларска фабрика във Водрьой.
- 1847: 17 март, Първата литургия се отслужва в базиликата „Свети Патрик“ на деня на Свети Патрик
- 1847: 1 септември, Лорд Елгин посещава приютите за инфекциозни заболявания в Уиндмил Пойнт
- 1847: 23 октомври, 65 имигранти умират за една седмица в Уиндмил Пойнт
- 1847: 1–9 ноември, 634 смъртни случая на предимно ирландски имигранти от 1 януари
- 1847: ноември, Умира Джон Ийстън Милс, кмет на Монреал, докато се грижи за болните в приютите за инфекциозни заболявания
- 1847–1848: Общо между 3500 и 6000 ирландски имигранти умират от епидемията от тиф през 1847 г. в Уиндмил Пойнт
- 1848: 2 януари, Наводнение са улиците „Уелингтън“ и „Комишънърс“
- 1848: 5 юли, Масово теглене на спестявания от Спестовната банка в Монреал, последвано от повторно депозиране.
- 1848: Основаване на религиозната конгрегация на Милосърдните сестри
- 1849: Изгаряне на сградите на парламента в Монреал
- 1849: Открит е каналът Боарноа
- 1849: 25 април, За одобряването на Законопроекта за загубите от бунта (противоречив закон, приет от законодателния орган на провинция Канада през 1849 г. )[22] лорд Елгин е нападнат от тълпата и сградата на парламента в Монреал е изгорена. Сега парламентът ще заседава последователно в Квебек и в Торонто.
- 1850: Създадена е Англиканската епархия на Монреал
- 1850: Откриване на Училище „Ан Стрийт“
- 1850:  Начало на драгирането на река Сейнт Лорънс, за да позволи на морските кораби да достигнат до Монреал.
- 1851: Основана е железопътната компания Grand Trunk.
- 1851: 19 ноември, Първата YMCA (международна младежка организация) на континента е открита в Монреал
- 1851–1853: Построенa е църквата „Сен Пиер Апотр дьо Монреал“
- 1852: Открит е Университет „Лавал“
- 1852: 8 юли, Начало на големия пожар от 1852 г., който изгаря 11 000 къщи в Монреал; 20% от източната част на града е опустошена.
- 1853: Първият винтов параход нагоре по река Сейнт Лорънс пристига от Ливърпул. Канадската параходна компания предлага редовни услуги от Ливърпул и Глазгоу до град Квебек и Монреал, два пъти месечно през лятото и веднъж месечно през зимата
- 1853: 23 май, Първи чартър за параходи от Монреал до Великобритания.
- 1853: 9 юни, Антиклерикалните речи на Алесандро Гаваци в Първата конгрегационна църква в Монреал (църквата на Сион) предизвикват бунтове, които убиват 40 души.
- 1853: 18 юни, Grand Trunk Railway отваря врати за Портланд. Портланд става основното зимно пристанище без лед за канадския износ.
- 1853: 22 юли, Започва изграждането на кей №1 на моста Виктория.
- 1853 г: Построена е църквата  „Нотр Дам дьо Грас“
- 1854: Основана е Вила „Мария“ – частна католическа гимназия
- 1854: юли, Индианците от шестте нации предлагат да се бият с враговете на кралицата навсякъде
- 1854: 20 юли, Положен е първият камък на моста „Виктория“ над река Сейнт Лорънс
- 1854: 2 август, Първият коферен язовир на моста „Виктория“ е готов за зидане
- 1854: 16 октомври, 21 кораба са на пристанището на Монреал.
- 1854 г. Осветена е църквата „Св. Анна“, превръщайки се в център на живота в Грифинтаун; открита е на 8 декември (празник на Непорочното зачатие) и е проектирана от Джон Остел. Сулпицианците даряват земята за църквата и осигуряват пасторите, родени в Ирландия: отец Майкъл О'Брайън, отец Майкъл О'Фарел и отец Джеймс Хоган (свещеник 1867–1884). Някои жители на Грифинтаун твърдят, че по-скоро Сейнт Ан („надолу по хълма“) всъщност е била център за ирландците в Монреал, отколкото базиликата „Свети Патрик“, Монреал („нагоре по хълма“), тъй като повечето от ирландците в града са живели в Грифинтаун. Разрушена е през 1970 г.
- 1854: Холерата убива повече от 1000 граждани на Монреал.
- 1854: Създадена е параходната компания Canada Steamship Lines Inc.
- 1855: Отворена е захарната рафинерия „Редпат“
- 1855: Хю Алън и Андрю Алън основават Монреалската океанска параходна компания с четири парахода на всеки две седмици.
- 1855: 19 октомври, Открита е Grand Trunk ЖП линия до Броквил
- 1856 г. Водопроводните съоръжения в Монреал са готови за употреба
- 1856: Четирите парахода на Алан, между Монреал и Ливърпул, превозват 3031 пътници на запад (средно пътуване 13 дни).
- 1856: 16 септември, Издигане с балон от Грифинтаун, в „Канада“
- 1856: Grand Trunk Railway започва чрез пътнически услуги между Монреал и Торонто на 27 октомври с големи тържества, които се провеждат в Кингстън, за да отпразнуват това постижение.
- 1856 – 10 декември, Изгаряне на катедралата „Крайст Чърч“
- 1857: 13 юни, 26 океански параходи в Монреал
- 1857: 26 юни, Пожар на борда на парахода „Монреал“ на път от Квебек за Монреал – 253 загинли, включително Стивън К. Филипс.
- 1857: 7 септември, 500 души от 39-и полк напускат Монреал, вероятно за Крим
- 1857: Завършена е църквата „Сент Анфан Жезу дю Мий Ен“
- 1857: Долната част на Грифинтаун е изцяло потопена от речни наводнения
- 1857–2000: Открит е Seagram – мултинационален конгломерат. Бившият му щаб в Монреал сега принадлежи на Университет „Макгил“ под името Martlet House.
- 1858: Формиране на Кралския канадски полк
- 1858: 27 януари, Кралицата определя Отава за седалище на правителството
- 1858: 20 февруари, В Грифинтаун леглата стоят на три фута вода
- 1858: Бунтове и улични боеве се разразяват в Грифинтаун в деня на изборите, когато Д'Арси Макгий е избран да представлява Монреалската западна riding, включително Грифинтаун, във федералното правителство.
- 1859: Mgr Иняс Бурже осъжда Канадския институт на Монреал, отлъчвайки неговите членове, а на 7 юли 1869 г. Рим добавя Годишника на института за 1868 г. към Индекса на забранените книги на Католическата църква.
- 1859: 12 декември, Открит е мостът Виктория
- 1859: 17 декември, Първият пътнически влак минава през моста  „Виктория“
- 1859: Черната скала е издигната от каналджии на Bridge St. в памет на жертвите на холера в Уиндмил Пойнт.
- 1859: Основаване на Националната банка на Канада.

### 1860 – 1879 г.
- 1860: Открит е площад „Виктория“, Монреал.
- 1860: 20 февруари, Разрушаване на парахода Allan Line SS Hungarian с няколко монреалци на борда.
- 1860 г., май: Построяване на Кристални дворец за Монреалското индустриално изложение
- 1860: 25 август, Принцът на Уелс посещава Монреал.
- 1860: 25 август, Откриване на железопътния мост  „Виктория“
- 1860: 27 ноември, Откриване на катедралата „Крайст Чърч“
- 1861: 27 ноември, Като градски транспорт е въведена конният трамвай. Управляван е от Montreal City Passenger Railway Company 1861–1886.
- 1861: Грифинтаун отново е наводнен.
- 1861: януари, Британските войски са изпратени в Канада
- 1861: 18 януари, Среща в Монреал, зачитаща екстрадицията на Джон Андерсън – роб, обвинен в убийство, е адресирана от уваж. Месер
- 1861: февруари, Джон Андерсън да не бъде предаден без инструкции от Англия.
- 1861: 15 април, Голямо наводнение в Монреал.
- 1861: 13 юни, Принц Алфред Сакскобурготски посещава Монреал.
- 1861: 6 юни, Създаване на Канадската презвитерианска църква чрез сливане на Свободната църква и Обединения презвитериански корпус.
- 1861: декември, Шест парахода са наети да докарат войски в Канада
- 1861: Основана е англиканската църква „Свети Йоан Евангелист“
- 1862: Организира се Монреалската асоциация за царевична борса
- 1862: Основан е Монреалският моряшки институт.
- 1862: Океанските параходи, търгуващи с Монреал, са се увеличили от 5545 тона през 1854 г. до 62 912; други океански кораби от 58 416 до 195 348 тона.
- 1862: януари, Военни компании се организират в цяла Канада.
- 1862: 4 януари, мостът „Виктория“ е охраняван, за да се предотврати разрушаването му, заплашено от САЩ
- 1862 г., 2 април: Устав за създаване на противопожарна служба в Монреал
- 1862 г., 20 май: Започват водопроводните съоръжения в Монреал
- 1863: Наградите за новобранци и заместници от САЩ често достигат 2000 долара, предизвиквайки отвличане и нарушения на британския Закон за набиране на чужденци, за които се налага тежка гаранция.
- 1863: 19 януари, Създадена е Пожарната на Монреал
- 1863: 12 май, Създаден е Протестантският дом на убежището в Монреал.
- 1863: Учредена е Художествената асоциация на Монреал.
- 1864: Пътническата железопътна компания в Монреал има 10 мили коловози, $240 000 платен капитал и превозва 1 485 725 пътници за 5 цента всеки.
- 1864: През октомври делегати от цяла Британска Северна Америка разработват условията за Конфедерация на триседмична конференция в град Квебек. След конференцията в Квебек остана задачата да се продаде Конфедерацията на гражданите.
- 1864 г., 10 ноември: Продължава проверката на нападателите в Монреал
- 1865: Парламентът на Горна Канада и Долна Канада подкрепя Конфедерацията.
- 1865: Изгорена е сградата на Монреалския борд по търговия, построена през 1855 г.
- 1865: 11–14 юли, Конгрес в Детройт за насърчаване на нов договор за реципрочност. Жителите на Монреал участват, но само за да дадат желаната информация. Конвенцията приема резолюции в подкрепа на нов договор за реципрочност.
- 1865: 3 декември, Открита е Църквата на Исус (Church of the Gesù), построена и проектирана от ирландския архитект Патрик Кийли
- 1866: Построена е сградата на Банка „Молсън“
- 1866: Montreal Glass Co. в Хъдсън произвежда комини, бутилки и изолатори.
- 1866: 13 март, Полкът на Принца на Уелс и артилерийската батарея напускат Монреал, за да отблъснат фенианските нашественици[23]
- 1866: 17 март, Прекратяване на Канадско-американския договор за реципрочност[24]
- 1866: 18 юли, 47-ми полк достига Монреал от Кингстън
- 1866: Положен е първият успешен трансатлантически телеграфен кабел
- 1867: Източна Канада става провинция Квебек
- 1867: март, Полагане на крайъгълния камък на Залата на Св. Патрик, Монреал
- 1867: 1 юли, Формиране на Доминион Канада от конфедерацията на няколко провинции
- 1868: април, Томас Д'Арси Макгий (баща на Канадската конфедерация) е убит с изстрел с пистолет. Той получава държавно погребение в Отава и е погребан в гробището „Нотр Дам дьо Ниеж". Патрик Дж. Уилан, симпатизант на Фениите[23], е обвинен, съден, осъден и обесен за престъплението
- 1869: 10 май, Завършване на първата трансконтинентална железопътна линия
- 1869: Бунт на Рад Ривър – на канадските метиси начело с Луи Риел
- 1869: Създаден е Колеж „Нотр Дам дьо Сакр Кьор"
- 1869: Основан е Montreal Star
- 1870: Втори фенски[23] набег
- 1872: Създадена е борсата в Монреал
- 1872: Основаване на бейзболния тим Монреал Роялс
- 1872–1878: Построено е кметството на Монреал
- 1872: 21 ноември, Фредерик Хамилтън-Темпъл-Блекуд, 1-ви маркиз на Даферин и Ава, генерал-губернатор, официално представя на града статуята на кралица Виктория на площад „Виктория".
- 1873–1882: Построен е Параклис „Нотр Дам дьо Лурд дьо Монреал"
- 1874: Остров Света Елена се превръща в модерен парк
- 1874: Дом „Шонси“ (Shaughnessy House), построена за бизнесмена Дънкан Макинтайър от архитекта Уилям Т. Томас. Макинтайър го продава на Уилям Корнелиус Ван Хорне, който от своя страна го продава на Томас Джордж Шонси, 1-ви барон на Шонси. Къщата е обявена за национален исторически обект през 1974 г. и сега е част от Канадския център за архитектура.
- 1875: 2 септември, Случаят Гибор[25] предизвиква известно недоволство в Монреал, но благодарение на енергичните действия на сър Уилям Хейлс Хингстън, кметът, няма бунтове.
- 1875 – Хокей, във формата, позната днес, се играе за първи път в Монреал през 1875 г., според правилата, измислени от Джеймс Джордж Ейлуин Крайтън, студент от Университета „Макгил“
- 1875: 15 юни, Създаване на презвитерианската църква в Канада
- 1875: Откриване на Монреалската музикална академия
- 1875: Монреал и Ню Йорк вече са свързани с влак
- 1876 г.: Откриване на Дорчестър Скуеър
- 1876: Открит е Плас дю Канада
- 1876 –г.: 24 май, Откриване на Парк „Маунт Роял“
- 1877: сър Томас Джордж Родик въвежда антисептичните методи на Джоузеф Листър, 1-ви барон Листър, в Общата болница в Монреал.
- 1877: Първи телефонен разговор в Квебек
- 1878: Създаден е Монреалският университет
- 1878: Завършен е хотел „Уинзор“.
- 1876 г.: Открит е Парк „Маунт Роял“
- 1879: 27 юни, Мери Галахър е убита от ревнивата ѝ съперничка Сюзън Кенеди. Това е сензационна история. Говори се, че призракът на Галахър се връща на всеки седем години, за да преследва Грифинтаун.
- 1879: 5 декември, При странен обрат на събитията, Майкъл Фланаган, освободен от всички обвинения относно смъртта на Мери Галахър, товари шлепове в басейна на Уелингтън, когато пада и се удавя на същия ден, в който Сюзън Кенеди трябва да бъде обесена .

### 1880 – 1899 г.
- 1881: Марк Твен посещава Монреал през ноември и отбелязва, че „това е първият път, когато бях в град, където не можеш да хвърлиш тухла, без да счупиш прозорец на църква“.
- 1882: Създаден е Музей „Редпат“ – музей за естествена история, принадлежащ на Университет „Макгил“
- 1882: Откриване на железопътната линия „Монреал- Сорел“
- 1882: Монреал има първото си електрическо осветление
- 1883: Първи зимен карнавал в Монреал
- 1883–1985: Открит е локомотивният завод в Монреал
- 1883–1884: Построена е ЖП гара „Далузи“
- 1884–1933: Създаден е Хокеен клуб „Монреал“
- 1884: Първи брой на вестник „Ла Прес“ (La Presse).
- 1884–1920: Въжената железница Mount Royal отвежда туристи до върха на Маунт Роял
- 1885: 7 ноември, Церемониален последно релсово скрепление е сложено в Канадската тихоокеанска железница (CPR) в Craigellachie, Британска Колумбия, в 9:22 часа. Той е забит от железопътния финансист на CPR Доналд Александър  Смит, 1-ви барон на Страткона и Маунт Роял, отбелязвайки край на сага от природни бедствия, финансови кризи и дори бунтове, които измъчват първата трансконтинентална железопътна линия на Канада от нейното начало.
- 1885: Открита е Библиотека „Фрейзър-Хиксън“
- 1885: Завършена е църквата „Сен Жоаким дьо Поант Клер“
- 1885: февруари, Епидемия от едра шарка убива 3164 жители на Монреал (от над 150 000 жители).[26]
- 1885–86 г: Масови наводнения и пожари в Грифинтаун
- 1886: 28 юни, тръгва първият трансканадски влак
- 1886: 4 юли, Първият трансконтинентален пътнически влак на Канадските тихоокеански железници достига Ванкувър след пътуване пет дена и 19 часа.
- 1886: Регистрирано най-голямото наводнение и също два големи пожара.
- 1886: Основана е Dominion Bridge Company  – компания за изграждане на стоманени мостове
- 1887–1889: Построена е Гара „Уиндзор“
- 1888: Създаден е парк „Лафонтен“
- 1888: Основан е колежът „Мон Сен Луи“
- 1889: юни, Построена е Обединената църква „Свети Джеймс“
- 1890: Построено е Светилището на Светото тайнство
- 1891–1894: Построен е Националният паметник
- 1892: 3 април, Пазарът „Бонскур“ претърпява своя четвърти сериозен пожар. Незастрахованата загуба е 20 000 долара.
- 1892: Ерата на обществения транспорт в Монреал започва с пускането в длъжност на електрическия трамвай. Трамваите представляват практичен начин за придвижване от единия до другия край на града, особено за работниците.
- 1893: Създадена е Кралска болница „Виктория“
- 1893: Хокейният клуб на Монреал е първият хокеен отбор, спечелил наскоро дарената Купа „Стенли“
- 1893: Откриване на Паметника на Жак Картиe
- 1894: 17 май, Открит е Обелискът на паметника на пионерите
- 1894: Осветена e Катедралата „Мария, кралицата на света“

- 1895: 1 юли, На Плас д'Арм е открит паметникът в памет на Пол Шомеде дьо Мезонньов, дело на Луи-Филип Ебер
- 1896: 27 юни, За първи път в Канада са прожектирани филми. Това става в Palace Theatre на 972 St. Lawrence, ъгъл с Viger
- 1897: 24 май, Открит е паметникът „Лъвът от Белфор“ на пл. „Дорчестър“
- 1897: Хърбърт Браун Еймс прави проучване на условията на живот. Той посочва несъответствието в условията на живот между богатите райони на Монреал („Горния град“) и районите, обитавани от работническата класа („градът под хълма“): „Санитарните условия на „Града под хълма“ е позор за всеки град от XIX век на този или който и да е друг континент. Предполагам, че едва ли има къща в целия горен град без модерна водопроводна инсталация, и все пак в Долния град не по-малко от половината домове имат привилегии за вътрешни тоалетни. В Грифинтаун само един на всеки четири дома е подходящо оборудван, отвъд канала (в Поант Сент Шарл) е малко по-добре. Нашият градски закон забранява изграждането на допълнителни дрешници на открито, но не съдържа разпоредби за премахване тези, които вече се използват.“
- 1897 г.“ Историята на Canadian Car and Foundry датира от 1897 г., но основната компания е създадена през 1909 г. от сливане на няколко компании и по-късно става част от Hawker Siddeley Canada чрез закупуването на Avro Canada в края на 1950-те г.
- 1898: Построен е площад „Вижер“
- 1898: 1 юни, Открита е болницата Hôpital du Sacré-Cœur de Montréal
- 1898–1903: Построена е църквата „Сен Жан Батист“
- 1899: Монреал Шемрокс печелят Купа „Стенли“.
- 1899: 10 март, Учредяване на Колеж „Лойола“
- 1899: 30 октомври, Първият канадски контингент от Втората англо-бурска война отплава към Южна Африка на SS Sardinian на Алън Лайн, носейки първоначалната квота на Канада от бойци, включително мъжете от „E Company“ от Монреал.
- 1899: 21 ноември, Жителите на Монреал виждат първата си кола. Зад волана на този първи автомобил с парно задвижване е Юкал-Анри Дандюран, придружен от кмета Раймон Префонтен. Те се спускат по стръмния Côte du Beaver Hall без затруднения и се изкачват обратно по улиците по същия начин.
- 1899: Изграждане на язовир в старото пристанище на Монреал: няма да има повече наводнения.

## XX век

### 1900 – 1919 г.
- 1900: Монреал Шемрокс печелят Купа „Стенли“
- 1901: Създаване на Монреал Light, Heat & Power
- 1901: Градът наброява 1033 мъже и 4 жени в китайската общност. Групирани заедно по протежение на бул. „Сен Лоран“ и ул. „Дьо Ла Гошетиер“, различни китайски заведения също служат като жилища на първите китайски жители на Монреал и от края на XIX век нататък представляват отличителен квартал: Чайнатаун .
- 1901–1903: Построена е църквата „Сен Леон дьо Уестманут“
- 1903: 24 юни, Пред катедралата „Мария, кралица на Света“ е открит паметникът на Иняс Бурже, дело на Луи-Филип Ебер
- 1903: 6 февруари, Обща стачка на трамвайните служители на Монреал
- 1904: Основана е детската болница в Монреал
- 1904: По време на федералните избори Лео-Ърнест Уимет използва своя кинетоскоп, за да проектира изборните резултати върху предната стена на вестник „Патри“
- 1906: 1 януари, Откриване на първото кино в Монреал – Ouimetoscope
- 1906: Открит е Доминион Парк
- 1906: Първа демонстрация на цепелин в Монреал
- 1906: Основан е Dominion Car and Foundry – производител на мотриси
- 1907: 24 май, Открит е Мемориалът на бурската война
- 1907: 14 юни, Открива е пистата за конни състезания „Блу Бонет“
- 1907: Основан е Centre hospitalier universitaire Sainte-Justine – един от най-важните педиатрични центрове в Северна Америка
- 1907: Построен е Канадският експрес
- 1909 г.:, 17 март, Влак-беглец се разбива в гара „Уиндзор“
- 1909: 4 декември, Основан е Монреал Канейдиънс
- 1909: Открита е Юбилейната арена
- 1909: 2 септември, Открит е паметникът на Жана Манс пред болницата „Отел-Дьо дьо Монреал“
- 1909: Canada Car Company се слива с няколко други компании, за да създаде Canadian Car and Foundry .
- 1909–1956: Железницата на Монреал и южните окръзи е междуградска трамвайна линия, която минава между Монреал и Гранби
- 1910: 6 септември, Голям евхаристиен конгрес в Монреал
- 1911: Построена е църквата „Сен Виатьор д'Утръмон“
- 1912: 15 април, Потъването на парахода Титаник с няколко монреалци на борда
- 1912: 3 септември, в Монреал пристига Джак Хейни на „Първото Трансканадско автомобилно пътуване“ (Халифакс: 27 август 1912 г., до Виктория: 17 октомври 1912 г.)
- 1912: 31 декември, Врати отваря Хотел „Риц-Карлтън Монреал“
- 1912: Построен e фар на oстров Света Елена. Намира се под Форт „О-в Света Елена“ в западната част на острова в пристанището на Монреал
- 1912–1914: Построен е пазарът „Мазонньов“. Тази сграда в стил Beaux-Arts е върховното постижение на архитект Мариус Дюфрен.
- 1913: Създаване на постоянна театрална идиш трупа в Монреал
- 1914: 29 май, Потъването на парахода RMS Empress of Ireland с няколко жители на Монреал на борда
- 1914: Основана е Еврейската обществена библиотека
- 1914: 1 октомври, Открит е паметникът на Едуард VII на площад „Филипс“
- 1914 г: Основаване на Католическата работна федерация на Монреал.
- 1915: 7 май, Потъването на RMS Лузитания с няколко монреалци на борда
- 1915: Откриване на нова митница на улица „Макгил“ 105
- 1916: 1 март, Пожар изгаря ЖП гара Grand Trunk
- 1917: Наборна криза: избухват бунтове по улиците на Монреал
- 1918: Провинция Квебек поставя Монреал под пряк контрол
- 1918: Създава се Канадското правителствено бюро за кино
- 1918: Завършен е тунелът „Маунт Роял“. Първи влак под планината на 21 октомври; превозва войници, заминаващи за Севастопол в Русия.
- 1918: Създадена е Канадската национална железница .
- 1919: 1 декември, CINW (първоначално XWA) Монреал е първата радиостанция, която излъчва редовно програми
- 1919: Монреалска пекарна за бейгъли на бул. „Сен Лоран“, открита от Изадор Шлафман, представяйки бейгъл в стил Монреал. Пекарната се премести през 50-те години на миналия век, за да стане Fairmount Bagel.
- 1919: Откриване на Църквата „Мадона дела Дифеза“
- 1919: 31 октомври, Положен е крайъгълният камък на Монреалската часовникова кула от Принца на Уелс. Завършен е през 1922 г.
- 1919: 22 ноември, Стартира първата редовна автобусна линия в града на ул. „Сент Етиен“, по-известна като Bridge St.

### 1920 – 1939 г.
- 1920 г. Прохибиционисткото движение в Съединените щати превръща нощния живот на Монреал в убежище за американците, търсещи алкохол
- 1922: 22 септември, Първо излъчване на Радио CKAC. Това е първата в света комерсиална станция, излъчваща на френски език.
- 1923: Мари Лакост Жеран-Лажоа основава Конгрегацията „Нотр Дам на Монреал“
- 1923–1983: Отваря Белмон Парк
- 1924: Дружеството „Свети Йоан Кръстител“ поставя осветен кръст на планината Мон Роял
- 1924 г. Самюел Бронфман създава магазин като дистрибутор, основавайки Distillers Corporation в Монреал, специализирана в евтино уиски, и се възползва от сухия режим в Съединените щати . Distillers Corporation придобива Joseph E. Seagram & Sons от Ватерло, Онтарио от наследниците на Джоузеф Сиграм през 1928 г.
- 1924–1925: Построена е църквата „Сент Амброаз“
- 1925: 10 юни, Канадските методистки църкви, конгрешанските църкви и голяма част от нейните презвитериански църкви се присъединяват, за да образуват Обединената църква на Канада.
- 1925: Създадена е международната холдингова компания Power Corporation of Canada
- 1926: Създаден е Монреалскипт борсов пазар/канадска фондова борса
- 1926: 24 юни, открит е Паметникът на патриотите на Плас дьо Патриот, дело на Алфред Лалибертè. На всяко от трите му лица издълбанièt бронзов медальон представлява Шевалие дьо Лоримие, Луи-Жозеф Папиньо и Уолфред Нелсън.
- 1926: Румънската кралица Мария става първият управляващ монарх, посетил Монреал[27]
- 1927: Сулпицианците основават Колес „Андре-Грасе“
- 1927: Пожар в Театър „Лорие Палас“
- 1927: Започва ерата на първите небостъргачи в Монреал: Old Royal Bank Building, Sun Life Building, Aldred Building и др. До 1927 г. законодателството не позволява на строителите да строят конструкции с височина над десет етажа.
- 1928: Построено е Летище „Сент Юбер“
- 1928: Създаден е Колеж „Жан дьо Бребьоф“
- 1929: Създаден е Колеж „Мазонньов“
- 1930: Открито е Кабаре „Фроликс“
- 1930: 14 май, Мостът на Жак Картие е открит на като Харбър Бридж, преименуван на „Жак Картие“ през 1934 г.
- 1930: 24 май, Откриване на моста „Лашапел“
- 1930: Положена е основата на паметника на Жан Воклен – защитник на Луисбург и на град Квебек ; скулптор Пол-Йожен Бене.
- 1930: Начало на търговските полети от Монреал
- 1930: 18 октомври, Откриване на Мемориала на Робърт Бърнс
- 1930–78: Излиза вестник „Монреал Матен“
- 1931: В Монреал започва да излъчва Първата телевизионна станция в Канада, VE9EC, съвместна собственост на радиостанция CKAC и вестник La Presse.[28]
- 1931: Основана е Монреалската ботаническа градина
- 1932: Открита е църквата „Св. св. Андрей и Павел“
- 1933: Отварят пазарите Жан Талон и Атуотър
- 1933: Стартира CBME-FM
- 1933: Основан е Монреалският детски театър
- 1934: Основана е Еврейската обща болница „Сър Мортимър Б. Дейвис“
- 1934: Основан е Монреалският неврологичен институт
- 1934: През лятото е завършен мостът „Оноре Мерсие“
- 1936: 11 август, основана е Еър Канада като Trans-Canada Airlines.
- 1937: февруари, отваря Театър „Сноудън“
- 1937: октрит е мостът „Пий IX“
- 1937: Стартира радио CBF .
- 1938–39: Построена e църква „Сен Жан Берхман“
- 1939–45: Втора световна война – Фортът на о-в Свети Елена служи за задържане на 250 военнопленници, считани за привърженици на нацистите, фашисти или дезертьори
- 1939: Основан е Международен колеж „Мария Френска“
- 1939: Построен е мостът „Пиер льо Гардьор“
- 1939: май, Изложено е за първи път знамето и то се основава на герба на града
- 1939–44: По време на Втората световна война кметът Камилиен Худ протестира срещу военната повинност и призовава жителите на Монреал да не се подчиняват на заповедите на федералното правителство. В Отава са вбесени на неподчинението на Худ и го държи в затворнически лагер до 1944 г., когато правителството е принудено да въведе наборна повинност (виж Наборна криза от 1944 г. ).
- 1939–1945: Стартира Канадска компания за моторни лодки

### 1940 – 1959 г.
- 1941: 1 септември, Откриване на Международно летище „Дорвал“
- 1941-1951: Населението на Монреал нараства с 20%[29]
- 1942: 300 години от основаването на Монреал.
- 1943: Открита е Централна гара
- 1943 г. В Алберта са основани Recluse Sisters – римокатолическа общност от монахини, чието вдъхновение е Жана льо Бер.
- 1944: 14 април, Основана е Хидро-Квебек като хидроелектрическа комисия на Квебек чрез национализиране на Светлина, топлоенергия и енергия Монреал
- 1944: 25 април, Бомбардировач B-24 Либърейтър на RAF, напълно зареден за полет до Англия, се разбива в редица къщи в Грифинтаун и предизвиква от 15 до 20 смъртни случая.
- 1945: Стартира Радио Канада Интернешънъл
- 1945: Първото излъчване на комерсиалната радио станция CJAD
- 1947: април, Създаване на Международната организация за гражданска авиация
- 1947: Основана е CAE Inc. като Canadian Aviation Electronics.
- 1948: Основан е Музей „Лашин“
- 1949: Построен търговски център „Норгейт“
- 1949: Основана е Канадската компания за желязна руда
- 1940: За пръв път е построена Gibeau Orange Julep – оригиналната сграда с оранжева форма, съборена за изграждането на автомагистрала Декари и възстановена през 1965 г.
- 1951: Основана е конгрегацията „Шааре Зедек“
- 1951: Построена е Централната автобусна гара на Монреал
- 1951: Откриване на църквата „Сент Юбер“
- 1951–52: Построена е църквата „Сент Сикст“
- 1951–61: Населението на Монреал нараства с 35%[30]
- 1952: Автобусната линия заменя трамваите на бул. „Сен Лоран“. Постепенно трамваите започват да се изместват от автобуси.
- 1952: 6 септември: Редовните телевизионни предавания по модерна система в Канада започват с откриването на CBFT
- 1954: Основан е Бордът за недвижими имоти на Голям Монреал
- 1954: Основаване на Dic Ann's Hamburgers .
- 1954: Построена е църквата „Сент Арсен“
- 1955: 17 март, Бунт на Ришар на улица „Света Екатерина“ след отстраняването на Морис Ришар .
- 1955: Основана е Gaz Métro като Corporation de gaz naturall du Québec.
- 1955: Много сгради в града са разрушени, докато Дорчестър Стрийт се разширява в булевард.
- 1957: 15 януари, Най-ниската регистрирана някога температура е −37,8 °C (−36 °F)
- 1958: Основан е идиш театърът „Дора Васерман“ .
- 1958: Завършен е хотел „Кралица Елизабет“
- 1959: 26 юни, Откриване на морския път „Сейнт Лорънс“
- 1959: 30 август, Завършил маршрута си по линията Папиньо-Розмон, последният трамвай влиза в гарата в 4:50 ч., слагайки край на 67 години трамвайна линия в града.
- 1959: Създаден е Колеж „Ласал“

### 1960 – 1979 г.
- 1960: Завършен е храмът Еману-Ел-Бет Шолом в Уестмаунт
- 1961–71: Населението на Монреал нараства с 20%[31]
- 1962: Първият тунел в Монреал между пл. „Вил Мари“ и Централна гара
- 1962:  Завършена е сградата на Хидро-Квебек
- 1962: Откриване на моста Пон Вьо
- 1962: 29 юни, Откриване на моста „Шамплен“
- 1963: Стартира TVA (телевизионна мрежа) .
- 1963: Открит е Place des Arts
- 1964–67: Построен е площад „Бонавентура “.
- 1965: Основана е обща болница „Лейкшор“
- 1965: Създаден е остров „Нотр Дам“
- 1965: Основан е Колеж „Херцинг“
- 1966: 1 април, Открит е Планетариумът в Монреал
- 1966: 14 октомври, Открито е метрото в Монреал
- 1966: Построен е аквариумът в Монреал
- 1967: Построено е Казиното на Монреал като френски павилион на Expo 67.
- 1967: 11 март, Открит е Мостът-тунел „Луи-Иполит Лафонтен“
- 1967: април, Отваря врати увеселителният парк „Ла Ронд“
- 1967: Монреалкаста Биосфера е открита като павилион на САЩ на Expo 67.
- 1967: 24 юли, Шарл де Гол произнася речта Vive le Québec libre
- 1967: Завършен е Ораторият на Свети Йосиф
- 1967: Създаден е Пасторският доминикански институт
- 1967: Построен e Хабитат 67 като част от Експо 67
- 1967: Основан е Колеж „Боа дьо Булон“
- 1967: Експо 67 (Световното изложение) се провежда в Монреал
- 1967: Създаден е Колеж „Аунсик“
- 1969: 13 февруари, Фондовата борса в Монреал е атакувана от Фронта за освобождение на Квебек с масивна бомба, която ранява 38 души.
- 1969: Открит е мостът „Папиньо-Леблан“
- 1969: Основан е Университетът на Квебек в Монреал
- 1969: Компютърен бунт в Университет „Сър Джордж Уилямс“.
- 1969: Основана е университетската телевизия „Конкордия“.
- 1969: 7 октомври, Бунт „Мъри-Хил“ – незаконна 16-часова стачка на полицията в Монреал, внасяща хаос в града.
- 1970: Съборена е църквата Св. Анна (Грифинтаун)
- 1970: Лашинският канал е затворен за корабоплаване.
- 1970: Октомврийска криза
- 1971: Основан е Фестивал на Новото кино
- 1971: Най-големия снеговалеж, регистриран за една година в Монреал: 383,3 cm (12,58 ft) .
- 1972: Пожар в кафене „Блу Бърд“ убива 37 души; умишлено подпален от посетители, ядосани, че не са били допуснати до бара на горния етаж, защото са били твърде пияни.
- 1972: Въоръжени крадци открадват 18 картини, включително на Рембранд, заедно с 38 бижута, от Музея за изящни изкуства в най-голямата кражба на изкуство в Канада и наистина най-голямата кражба на частна собственост някога; с изключение на едно, върнато по време на преговори за откуп, нито едно от липсващите произведения никога не е намерено, нито крадците са идентифицирани публично
- 1974: Раждане на Университет „Конкордия“ от сливането на „Сър Джордж Уилямс“ и Колеж „Лойола“
- 1975: 19 януари, За първи път се излъчва Теле-Квебек
- 1975: 1 август, Регистрирана е най-високата регистрирана някога температура: 37,6 °C (100 °F)
- 1975: 4 октомври, Откриване на Международното летище „Монреал-Мирабел“
- 1975: 31 декември, Монреал Канейдиънс се изправят срещу отбора на Руската Червена армия
- 1976: Монреал Биодром е построен като велодром за Летните олимпийски игри през 1976 г.
- 1976: Летни олимпийски игри в Монреал
- 1976: Château Dufresne е обявен за исторически паметник.
- 1976: Монреал е надминат по население от Торонто . [32] (Вижте съперничеството Торонто-Монреал ).
- 1977: Основан Световен филмов фестивал в Монреал .
- 1978: Голямата награда на Канада се премества в сегашния си дом на остров Нотр Дам в Монреал.
- 1979: Създаден е Мемориален център на Холокоста в Монреал
- 1979: 25 август, Първи международен маратон в Монреал

### 1980 – 1999 г.
- 1980: Основана е Операта на Монреал .
- 1980: Основан е Международният джаз фестивал на Монреал .
- 1982: Основан е Госпел хорът Montreal Jubilation Gospel Choir .
- 1982: Основана е Grey Line Montreal .
- 1983: Откриване на Centre d'histoire de Montréal .
- 1983: Основан камерен оркестър I Musici de Montréal .
- 1984: Бомба, поставена от Томас Бърнард Бригъм в Централна гара, убива трима френски туристи и ранява няколко десетки други на 3 септември.
- 1984: 11 септември, Папа Йоан Павел II участва в младежки митинг с около 55 000 души на Олимпийския стадион
- 1984: 13 ноември, Убит е Франк „Дюни“ Райън, лидер на Уест Енд Бенд
- 1984: Основан Цирк дю Солей
- 1984: Ил дьо ла Визитасион отваря врати като парк и историческо място
- 1987: Първият ден на музеите в Монреал .
- 1987: Потоп в Монреал : повече от 100 mm дъжд за 2 часа превръща потъналата автомагистрала „Декари“ в река
- 1987: Построени са Promenades de la Cathédrale .
- 1987: Монреалският протокол влиза в сила
- 1989: 6 декември, Клане в Политехническата школа, където Марк Лепин убива 14 жени и ранява други 10 жени и още 4 мъже.
- 1989: 14 декември Създаване на Канадската космическа агенция .
- 1990: Кризата на Ока .
- 1992: построени 1000 de La Gauchetière ; това е най-високият небостъргач в Монреал .
- 1992: Клането в университета Конкордия на 24 август. Валери Фабрикант убива четирима души.
- 1992: Завършен е Световният търговски център в Монреал
- 1992: Основани са Aéroports de Montréal
- 1992: Lion de la Feuillée е дарен от град Лион по повод 350-годишнината на Монреал
- 1993: Открито е Монреалското казино
- 1995: Митинг за единство, проведен преди референдума за независимост на Квебек .
- 1996: Начало на Фестивал „Фантазия“
- 1997: Основан е Здравният център на Университет „Макгил“
- 1998: Рекордна северноамериканска ледена буря засяга Монреал и други части на Квебек
- 1999: ICAO приема Монреалската конвенция
- 1999: Създаване на Монреалскиятикономически институт
- 1999: 10 ноември, Създаване на Световната антидопингова агенция

## XXI век

### 2001 – 2019 г.
- 2001: Според статистическата служба на Канада през 2001 г.[33] град Монреал има 1 583 590 жители.
- 2001: Сикс Флагс придобива Ла Ронд.
- 2002: 1 януари, Монреал се слива с 27-те околни общини на Ил дьо Монреал. Така се създава единен град, покриващ целия остров Монреал.
- 2002: 17 май, Официално повторно отваряне на Канал „Лашин“ изключително за развлекателни лодки
- 2002: 9 септември, Бунт на Нетаняху в Университет „Конкордия“: студент се противопоставя на визитата на израелския премиер Бенямин Нетаняху
- 2004: юни, Няколко бивши общини от о-в Монреал гласуват за напускане на новообединения град Монреал на отделни референдуми
- 2004: 31 октомври, Спират пътническите операции на Международно летище „Монреал-Мирабел“
- 2005: Монреал е домакин на Световното първенство по водни спортове на FINA
- 2006: 1 януари, Разделянето влиза в сила. На острова остават 16 общини – град Монреал и 15 други общини. Настоящият град Монреал се състои от град Монреал отпреди 2002 г. плюс 12 от предишните независими общини и е разделен на 19 арондисмана.
- 2006: 26 юли-1 август, Провеждат се 2006 World Outgames
- 2006: 29 юли, Декларация от Монреал за човешките права на ЛГБТ
- 2006: 13 септември, Стрелба в колежа „Даусън“. Кимвийр Джил убива ученик и ранява деветнадесет други, преди да се самоубие.
- 2006: 30 септември, Срутване на надлеза „Дьо Ла Конкорд“
- 2007: Монреал е домакин на поредица от предварителни мачове на Световното първенство по футбол за младежи
- 2009: май, Стартира BIXI – обществена система за съвместно ползване на велосипеди
- 2011 – 2011: Кражба в Музея на изящните изкуства в Монреал . На два пъти през септември и октомври крадец отмъква малки антики от музея
- 2011: септември, Открит е Монреалската симфонична зала
- 2012: Комисията „Шарбоно“ започва да проучва корупцията в гражданското управление на Монреал и тайните споразумения между големи инженерни и строителни фирми, наддаващи се за общински договори.
- 2012: ноември, Жералд Трамбл се оттегля като кмет след обвинения за сериозни нередности във финансирането на партиите. Майкъл Епълбаум става временен кмет до общинските избори през ноември 2013 г
- 2013: Майкъл Епълбаум е арестуван и обвинен по 14 обвинения, включително измама и корупция. Той отстъпва. Градските съветници избират Лоран Бланшар за кмет за четирите месеца, оставащи до общинските избори.
- 2013: Денис Кодер е избран за кмет на Монреал
- 2015: Някои мачове от Световното първенство по футбол за жени се провеждат в Монреал на Олимпийския стадион.
- 2017: Монреал отпразнува своята 375-та годишнина
- 2017: Валери Планте, 45-ти кмет и първа кметица на Монреал